# جوردان ويبر
جوردان ويبر: (بالإنجليزية: Jordyn Wieber) لاعبة جمباز أمريكية وحاصلة على ميداليتين ذهبيتين وبرونزية ببطولة العالم في طوكيو وثلاثة ميداليات ذهبية في دورة الألعاب الأمريكية لقارة أمريكا الشمالية وأمريكا الجنوبية وأربع ميداليات ذهبية في دورة ألعاب المحيط الهادئ. بالإضافة إلى أربع ميداليات ذهبية في بطولة فيزا وفضية وبرونزية في نفس البطولة.

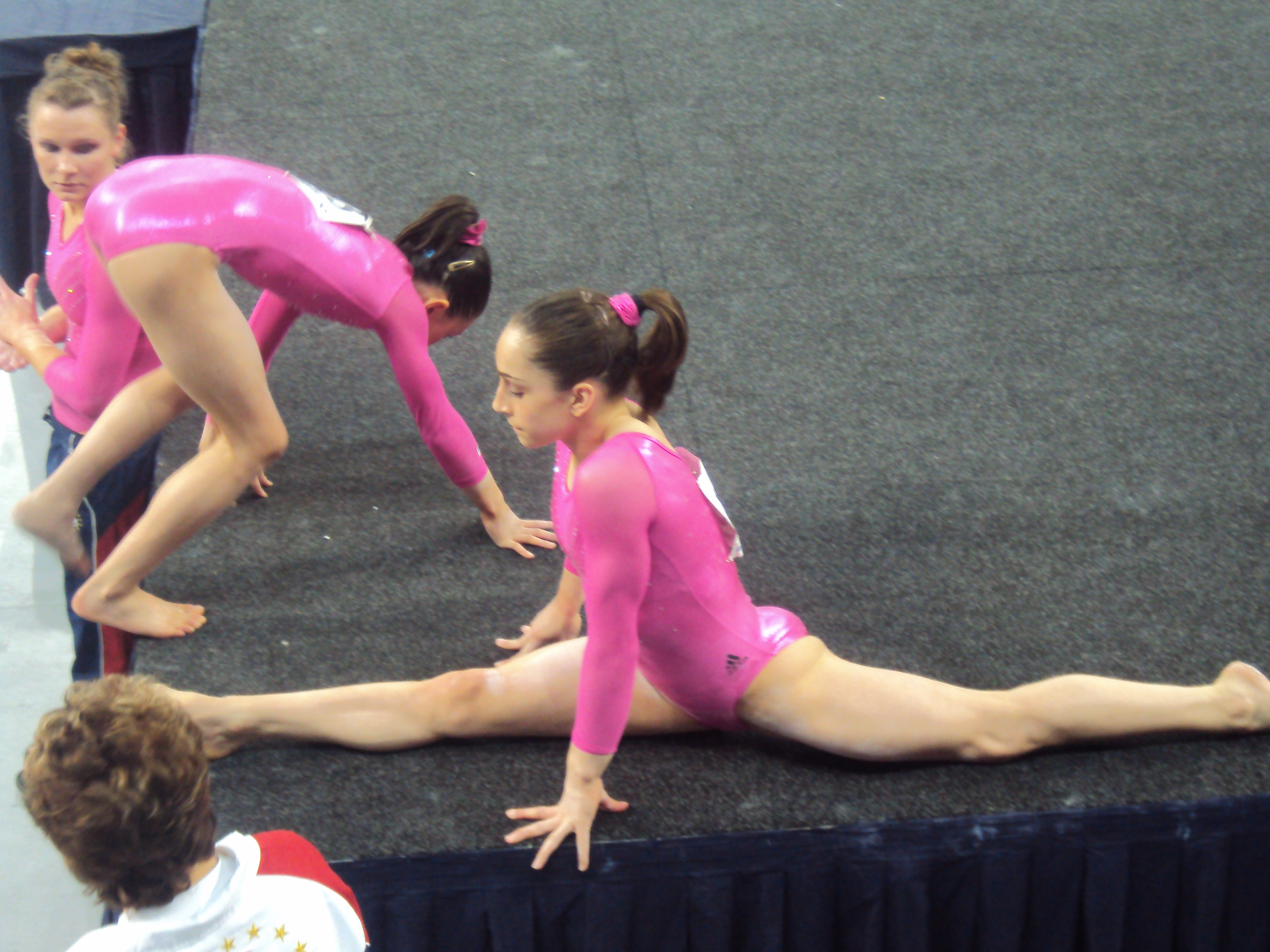
جوردان ويبر قبل بدء المنافسات

## روابط خارجية
- جوردان ويبر على موقع الاتحاد الدولي للجمباز (licence) (الإنجليزية)
- جوردان ويبر على موقع الاتحاد الدولي للجمباز (biography) (الإنجليزية)
- جوردان ويبر على موقع الاتحاد الأمريكي للجمباز (الإنجليزية)
- جوردان ويبر على موقع اللجنة الأولمبية الدولية (الإنجليزية)
- جوردان ويبر على موقع أوليمبيديا (الإنجليزية)
- جوردان ويبر على موقع اللجنة الأولمبية والبارالمبية الأمريكية (الإنجليزية)